# アレックス・ライダー (テレビドラマ)
『アレックス・ライダー』（原題: Alex Rider）は、2020年から配信されているイギリスのテレビドラマシリーズ。1シリーズ各8話、全3シリーズ。アンソニー・ホロヴィッツの小説を原作とするスパイ・アクションで、MI6の少年工作員アレックス・ライダーの活躍を描く。出演はオット・ファラント、スティーヴン・ディレイン、ヴィッキー・マクルアなど。
イギリスではシーズン1が2020年6月4日よりAmazon プライム・ビデオ、シーズン2が2021年12月3日よりIMDb TV、シーズン3が2024年4月5日よりAmazon Freeveeにて配信が開始された。
日本ではシーズン1が2020年8月28日よりU-NEXTにて日本語字幕・吹き替え版が配信を開始し、その後の2シーズンもU-NEXTにて配信されている。
またAXNにて2020年10月8日よりシーズン1が、2022年11月7日よりシーズン2が放映された。またNHKBSプレミアムでも『アレックス・ライダー ボクは少年スパイ』のタイトルで、2022年12月7日から2023年3月22日に16エピソードが放映された。

## あらすじ
叔父の死をきっかけに、MI6に採用された少年スパイのアレックス･ライダー。彼は叔父の死の真相を探るため、全寮制学校ポイントブランクで潜入捜査を始める。そこでアレックスは、生徒たちが謎の計画の被験者として利用されていることを突き止める。

## キャスト

### メイン
アレックス・ライダー
演 - オット・ファラント/日本語音声 - 花江夏樹
アラン・ブラント
演 - スティーヴン・ディレイン/日本語音声 - 玉野井直樹
チューリップ・ジョーンズ
演 - ヴィッキー・マクルア/日本語音声 - 塩田朋子
イアン・ライダー
演 - アンドリュー・バカン/日本語音声 - 森川智之
トム・ハリス
演 - ブレノック・オコナー/日本語音声 - 下野紘
ジャック・スターブライト
演 - ロンケ・アデコルージョ/日本語音声 - 小若和郁那
マーティン・ウィルビー
演 - リアム・ギャリガン/日本語音声 - 大泊貴揮
ジョン・クロウリー
演 - エース・バティ/日本語音声 - 綿貫竜之介
ヤッセン･グレゴロヴィッチ
演 - トーマス・レヴィン/日本語音声 - 子安武人
グライフ
演 - ハルク・ビルギナー/日本語音声 - 浦山迅
ウルフ
演 - ハワード・チャールズ
スミザーズ
演 - ナシャ・ハテンディ/日本語音声 - 中村和正
エヴァ・シュテレンボッシュ
演 - アナ・ウラル/日本語音声 - 櫻庭有紗
カイラ・ヴァシェンコ＝チャオ
演 - マルリ・シウ/日本語音声 - 日笠陽子

## エピソード
| シーズン | シーズン | 話数 | 話数 | 発売期間      | 発売期間      |
| -------- | -------- | ---- | ---- | ------------- | ------------- |
|          | 1        | 8    | 8    | 2020年6月4日  | 2020年6月4日  |
|          | 2        | 8    | 8    | 2021年12月3日 | 2021年12月3日 |
|          | 3        | 8    | 8    | 2024年4月5日  | 2024年4月5日  |

## 製作
2017年5月、Eleventh Hour Filmsがアレックス・ライダーの映像化権を獲得し、ITV向けにシリーズを制作すると報じられた。2020年6月4日にイギリスとアイルランドでAmazonプライム・ビデオから公開された後、中南米、オーストラリア、ドイツ、オーストリアでもAmazonプライム・ビデオから配信された。日本では8月28日にU-NEXTから配信されたほか、AXNで放送されている。アメリカでは11月13日にIMDb TVから放送されている。